# The Sims 3: Drømmejob
The Sims 3: Drømmejob (engelsk: The Sims 3: Ambitions, og tidligere kendt som The Sims 3: Hobby og Erhverv), er en udvidelsespakke til computerspillet The Sims 3, der hovedsageligt er udviklet til PC. 
Udvidelsespakken er udviklet af Electronic Arts og EA Black Box. Temaet for udvidelsespakken er hobbyer og erhverv. Simmerne får bl.a. mulighed for at blive ansat indenfor ni nye jobs som privatdetektiv, spøgelsesfanger (som i Ghostbusters), brandmand, læge, tatovør, opfinder, indretningsarkitekt og stylist.

## Nye ting
Udvidelsespakken byder på bl.a. følgende nye tiltag:
- Jordskælv
- Simmerne kan lave tatoveringer og lægge dem ud på internettet.
- Tre nye færdigheder: tatovør, skulptør og opfinder.
- Sims kan oprette skulpturer af is, metal, ler og træ med en anden simmer som model (Tidligere set i The Sims: Bustin 'Out)
- Spillerne kan nu lave tatoveringer i tatovering editor, hvor de kan vælge tatoveringer med op til fem lag, ændre deres farver, ændre størrelse, ændre opacitet, og vælg hvor du skal placere det: øvre, nedre eller fuld ryg, nakke, ankel, bryst, mave, håndled, skulder, biceps eller underarmen. (Tidligere set i The Sims 2 til PS2). Tatovering er for øvrigt en skjult evne.
- Man kan nu, for første gang, selv styre simmerne på arbejdet.
- Ny by, der hedder Twinbrook.
- En robot (servo) igen (Den sås sidst i The Sims 2: Open for Business) men forskellen er her at den 40.000 livspoint kan ændres i farve og hedder en simbot.
- Tatoveringsmaskine, tidsmaskine, trampolin, motorcykel mm.
- Simmerne kan dø ved meteor. Det sker oftest på store åbne områder, når en meteor falder ned kommer der en varslende lyd og der kommer en skygge der bliver større og større i 1 minut til den rammer jorden og dræber simmeren (dog kun for teenager og opefter)
- Nyt køretøjstype: motorcykler som dog kun kan bære 1 simmer af gangen.
- Simmer kan prøve medicin på sig selv eller uvidende ofre men det kan gå galt fx Kan der gå ild i simmeren.
- Nye grundtyper: shop hvor simmer kan sætte opfindelser skulptur mm. mere til salg så andre simmer kan købe det. losseplads hvor simmere kan få mere opfinder færdighed og bruge skrottet til at bygge opfindelser med. brandstation. møntvaskeri hvor din simmer bl.a kan vaske deres tøj i en vaskemaskine og Tørre det på en tørresnor. og en saloon hvor simmere i stylist karrieren arbejder i.
- Simmer kan nu rejse i tidsmaskiner og have sex der, og hvis der kommer et barn kan det blive ældre eller yngre end forældrene! En gang imellem kommer der en meddelelse, der siger, at simmerne har reddet et barn i fortiden og barnet bliver så føjet til husstanden*

## Soundtrack
- Lady Antebellum – “Need You Now”
- Rise Against – “Savior”
- Charice – “Pyramid”
- Melanie Fiona – “Bang Bang”
- Toni Braxton – “Make My Heart”
- Neon Trees – “Animal”
- V V Brown – “Shark In The Water”
- Daisy Dares You – “Number One Enemy”
- OK Go – “This Too Shall Pass”
- Old 97’s – “Early Morning”
- Murder By Death – “As Long As There is Whiskey In The World”
- The Acorn – “Restoration”
- Mike Posner – “Cooler Than Me”
- Violent Soho – “Jesus Stole My Girlfriend”
- Kerli – “Tea Party”
- Eli “Paperboy” Reed – “Come And Get it”
- Hal Linton – “Lock My Heart Down”
- Radney Foster And The Confessions – “Until It’s Gone”
- The Constellations – “Setback”